# Arboleya
Arboleya es un lugar situado en la parroquia de Viñón, en el concejo asturiano de Cabranes, en España. En el año 2023 tenía una población de 36 habitantes.
Está situado a una altitud de 430 metros y dista unos 2 km por carretera de la capital del concejo, Santa Eulalia.
En la localidad existe una capilla dedicada a la Virgen del Carmen.